# フェラーリ・F1-2000
フェラーリF1-2000は、スクーデリア・フェラーリが2000年のF1世界選手権参戦用に開発したフォーミュラ1カーで、ロス・ブラウンとロリー・バーンが設計した。2000年の開幕戦から、最終戦まで実戦投入された。フェラーリとしてのコードナンバーは651。

## 概要
2000年2月7日にイタリア・マラネロで発表された。新車発表会以前には、マシン名がF320と報道された時もあった。2月10日に、フィオラノサーキットでミハエル・シューマッハによってシェイクダウンされた。
1999年のシーズン途中でF399の風洞開発を止め、マシンの熟成をそれ以上行なわないで、代わりにF1-2000の開発を進めていくといった念入りな準備で、F399を元に正常進化させたマシンを開発した。

### シャーシ

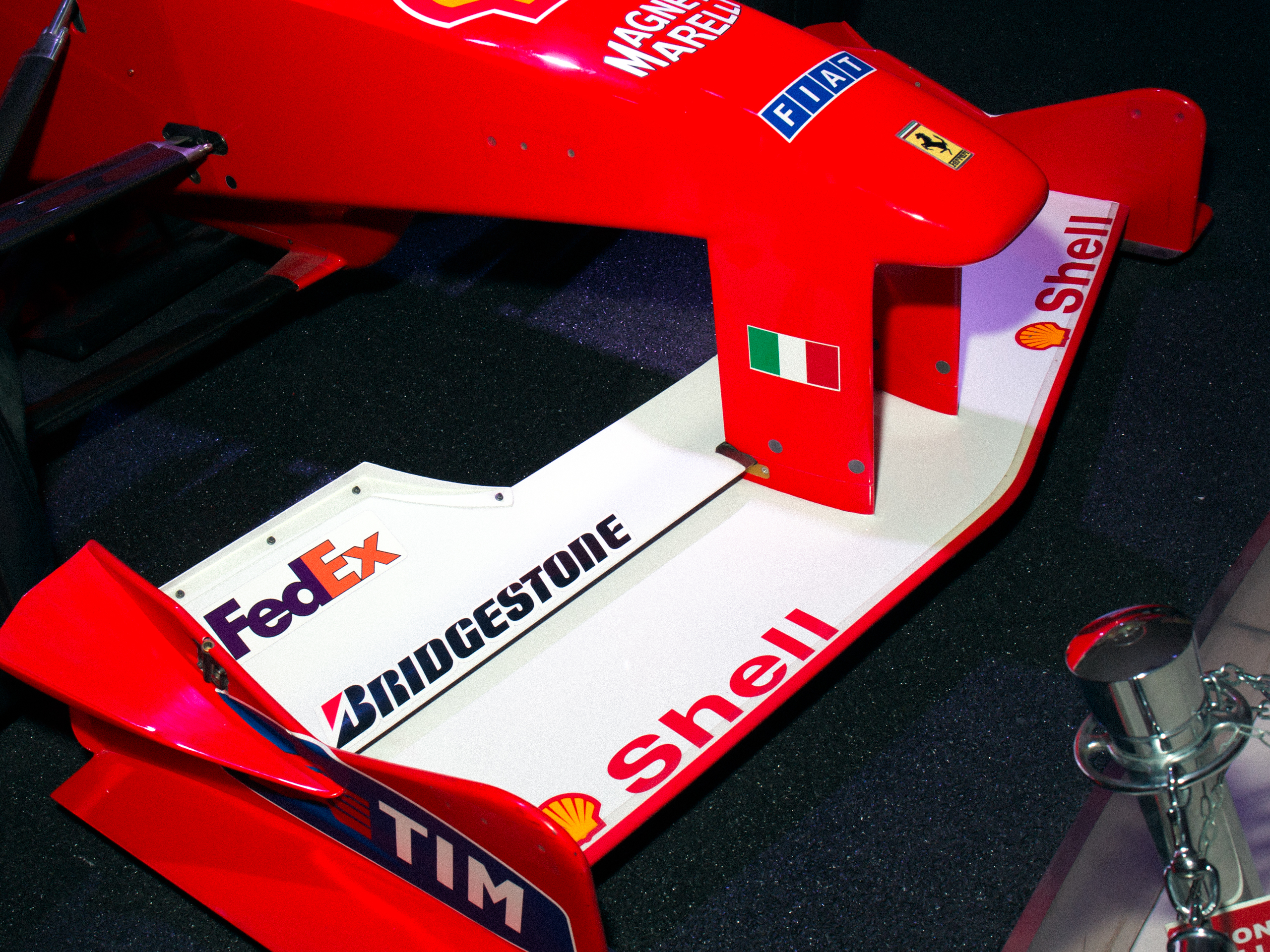
F2000の後退角の付けられたフロントウィング

F1-2000で使用されたカーボンファイバー製のモノコックの重量は44kgである。ドライバーとバラストを除いた空車重量は463kgと規定よりも軽量に仕上げられ、70kg前後のバラストの搭載が可能である。
フロントノーズはコクピットの前方で持ち上げられ、ノーズ先端の高さも最大限まで上げられた。マクラーレンが1998年シーズンマシンであるMP4-13で始めた、ノーズにフィンを立てて規定よりも細くするデザインとし、空力を極限まで追求した。
フロントウイングは、後退角がついたデザインである。第13戦ベルギーGPで直線翼タイプのフロントウイングを試したが、決勝レースでは使用されず、再び後退角がついたウイングを使用する。第16戦日本GP以降は、改良版直線翼タイプのフロントウイングに切り替わっている。
サイドポンツーンはF399が両側が高くなっていたのに対して逆に下がっていくなで肩形状にしている。この中に内蔵されるラジエーターは、表面積を確保するために片側あたり2枚をズラして配置してある。
また、排熱口がリヤタイヤ前に設けられて、サーキットコンディションに合わせてサイズの拡大・縮小が可能である。排熱効率を向上させるため、第9戦フランスGPではチムニーダクトがテストされたが、実戦に投入はされなかった。第12戦ハンガリーGPと第17戦マレーシアGPではチムニーが実戦で使用された。
前後とも、トーションバー・スプリングを使用するダブルウィッシュボーン式サスペンションを採用。リヤサスペンションには、ZFザックス製のスルーロッドダンパーがロッカーアーム部分から鉛直に配置される。全てのサスペンションアームがカーボンファイバー製である。また、アップライトはチタン製である。
F1-2000は、シャーシナンバー198から205までの8台が製造され、レースに持ち込まれた。
| 年 | ドライバー   | 1   | 2   | 3   | 4   | 5   | 6   | 7   | 8   | 9   | 10  | 11  | 12  | 13  | 14  | 15  | 16  | 17  |
| 年 | ドライバー   | AUS | BRA | SMR | GBR | EUR | ESP | MON | CAN | FRA | AUT | GER | HUN | BEL | ITA | USA | JPN | MAL |
| -- | ------------ | --- | --- | --- | --- | --- | --- | --- | --- | --- | --- | --- | --- | --- | --- | --- | --- | --- |
| 3  | シューマッハ | 200 | 201 | 200 | 200 | 200 | 200 | 198 | 203 | 203 | 204 | 200 | 203 | 205 | 205 | 205 | 205 | 205 |
| 4  | バリチェロ   | 199 | 199 | 199 | 199 | 199 | 202 | 202 | 202 | 202 | 202 | 202 | 202 | 202 | 202 | 203 | 203 | 200 |

### エンジンなど
テストとレースを含めて、400台が製造された。また、ザウバーチームに供給するためにこれとは別に100台が製造された。
車体の低重心化を図るため、Vバンクの角度が80度から90度にまで拡大され、オイルタンクもエンジンの前方に小型化されたものが搭載されるが、開幕前にテストで容量不足であることが判明し、ギヤボックス上に補助オイルタンクが増設された。
第6戦ヨーロッパGPからBスペックエンジンが、第13戦ベルギーGPから予選のみCスペックエンジンが投入された。なお、決勝レースに関しては、最終戦であるマレーシアGPでCスペックエンジンを使用する予定であったが、最終的にBスペックエンジンを使用することになった。
チタン製ギヤケースとカーボンファイバー製のベルハウジングを組み合わせたギヤボックスを採用している。12台製作された。

### カラーリング
基本的にはF399と同様であるが、フロントウイングの大部分が新たに白で塗装されたほか、ヘッドレスト後方に貼り付けられていたドライバーネームシールがインダクションポッド付近に移動している。
タバコ広告が禁止されるフランスGP、アメリカGPなどではマールボロロゴが撤去された。

## 2000年シーズン
ミハエル・シューマッハが開幕3連勝を達成。シーズン序盤は、両ドライバーともコンスタントに表彰台に上る走りを見せ、第8戦カナダGP終了時点でポイントリーダーのシューマッハは、ライバルのミカ・ハッキネンに対して24ポイントもの差を築いていた。しかし、そのあとの3戦連続リタイヤによって点差は2点にまで縮まってしまう。その後、ハッキネンに逆転を許したものの、第15戦アメリカGPの勝利で再び逆転。第16戦日本GPの激しい一騎討ちを制して、自身3度目となるドライバーズチャンピオンを獲得した。最終戦マレーシアGPではコンストラクターズチャンピオンも決定し、フェラーリにとって21年ぶりのダブルタイトル制覇を成し遂げた。
この年加入したルーベンス・バリチェロは第11戦ドイツGPにおいて、レース途中に雨が降り始める不安定な状況の中、ドライタイヤで走り続けて初優勝をもぎとった。これは、当時の最遅初優勝記録（参戦125戦目）であった。

## スペック

### シャーシ
- シャーシ名 F1-2000 (651)
- 全長 4,397 mm
- 全幅 1,795 mm
- 全高 959 mm
- ホイールベース 3,010 mm
- 前トレッド 1,490 mm
- 後トレッド 1,405 mm

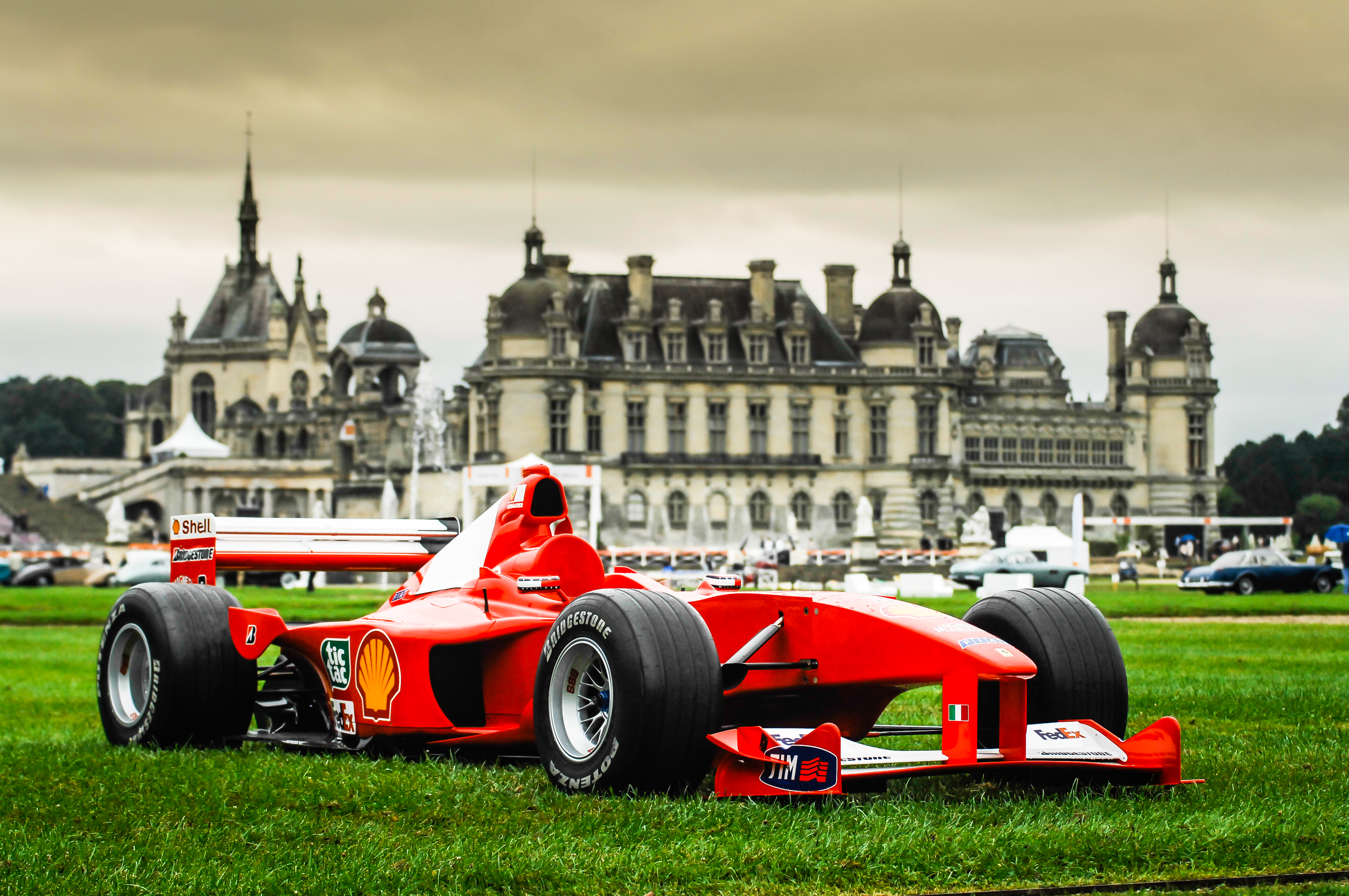

- クラッチ 4.5インチトリプルプレート式[12]/ザックス・AP
- ブレーキキャリパー ブレンボ
- ブレーキディスク・パッド ブレンボ/ベンチレーテッド式カーボンファイバーディスクブレーキ
- サスペンション 前後プッシュロッドトーションバー・スプリング/カーボンファイバー製ダブルウィッシュボーン[13]
- ホイール BBS13インチ
- タイヤ ブリヂストン
- ギアボックス 縦置き7速＋リバース1速セミオートマチック/チタン・カーボンファイバー製ケーシング
- 重量 605kg

### エンジン
- エンジン名 フェラーリTipo049
- 全長 615 mm[14]
- 全幅 597.6 mm[14]
- 全高 365.5 mm[14]
- 気筒数・角度 V型10気筒・90度
- 排気量 2,997cc
- バルブ数 40
- エンジンブロック アルミニウム合金製・7%のシリコンを含む[15]
- シリンダーヘッド アルミニウム製
- クランクシャフト スチール製/タングステン製バラストを搭載する[15]
- コネクティングロッド 鍛造チタン製[15]
- ピストンボア 96.0 mm[14]
- ストローク 41.4 mm[14]
- ボアストローク比 2.32[14]
- 圧縮比 12.0[14]
- 重量 106 kg以下[14]
- スパークプラグ チャンピオン
- 燃料・潤滑油 シェル
- イグニッション マニエッティ・マレリ
- インジェクション マニエッティ・マレリ
- エンジンマネージメント マニエッティ・マレリ・ステップ9[14]

## 記録
| 年   | No. | ドライバー   | 1   | 2   | 3   | 4   | 5   | 6   | 7   | 8   | 9   | 10  | 11  | 12  | 13  | 14  | 15  | 16  | 17  | ポイント | ランキング |
| 年   | No. | ドライバー   | AUS | BRA | SMR | GBR | EUR | ESP | MON | CAN | FRA | AUT | GER | HUN | BEL | ITA | USA | JPN | MAL | ポイント | ランキング |
| ---- | --- | ------------ | --- | --- | --- | --- | --- | --- | --- | --- | --- | --- | --- | --- | --- | --- | --- | --- | --- | -------- | ---------- |
| 2000 | 3   | シューマッハ | 1   | 1   | 1   | 3   | 5   | 1   | Ret | 1   | Ret | Ret | Ret | 2   | 2   | 1   | 1   | 1   | 1   | 170      | 1位        |
| 2000 | 4   | バリチェロ   | 2   | Ret | 4   | Ret | 3   | 4   | 2   | 2   | 3   | 3   | 1   | 4   | Ret | Ret | 2   | 4   | 3   | 170      | 1位        |

- 太字はポールポジション、斜字はファステストラップ。(key)